# Dee Brown
Dorris Alexander „Dee“ Brown (29. února 1908 Roy – 12. prosince 2002 Little Rock) byl americký historik, spisovatel a knihovník, který proslul především knihou Mé srdce pohřběte u Wounded Knee: dějiny severoamerických Indiánů (Bury My Heart at Wounded Knee: An Indian History of the American West), jež vyšla v roce 1970. Česky vyšla prvně v roce 1976 v překladu Dušana Zbavitele. Kniha znamenala přelom v pohledu na dobývání západu (1830–1890), které bylo prvně v americké historiografii nahlíženo z úhlu indiánů. Deník The Guardian ji v roce 2011 zařadil mezi sto největších nebeletristických knih všech dob. Krom historických studií psal Brown i romány s historickou tematikou nebo vydával sbírky indiánských pohádek. Po celý život byl knihovníkem, nejprve v knihovně ministerstva zemědělství (1934–1942), poté ministerstva války (1942–1948) a nakonec Univerzity Illinois v Urbana Champaign (1948–1972). Na této univerzitě také získal magisterský titul v oboru knihovnictví a stal se profesorem. Základní vysokoškolské vzdělání získal na Univerzitě George Washingtona ve Washingtonu.

### Historické práce
- Fighting Indians of the West (1948)
- Trail Driving Days (1952)
- Grierson's Raid (1954)
- Settlers' West (1955)
- The Gentle Tamers: Women of the Old Wild West (1958)
- The Bold Cavaliers: Morgan's Second Kentucky Cavalry Raiders (1959)
- The Fetterman Massacre (1962)
- The Galvanized Yankees (1963)
- Showdown at Little Big Horn (1964)
- The Year of the Century: 1876 (1966)
- Bury My Heart at Wounded Knee (1970)
- Fort Phil Kearny: An American Saga (1971)
- Andrew Jackson and the Battle of New Orleans (1972)
- The Westerners (1974)
- Hear That Lonesome Whistle Blow (1977)
- Wondrous Times on the Frontier (1991)
- The American West (1994)
- Great Documents in American Indian History (1995)

### Romány
- Wave High The Banner (1942)
- Yellowhorse (1956)
- Cavalry Scout (1958)
- They Went Thataway (1960)
- The Girl from Fort Wicked (1964)
- Action at Beecher Island (1967)
- Creek Mary’s Blood (1980)
- Killdeer Mountain (1983)
- Conspiracy of Knaves (1986)
- The Way To Bright Star (1998)

### Publicistika
- Tales of the Warrior Ants (1973)
- American Spa: Hot Springs, Arkansas (1982)
- Dee Brown's Folktales of the Native American: Retold for Our Times (1993)
- When the Century Was Young (1993)
- Images of the Old West (1996)